# (55789) 1993 RF11
(55789) 1993 RF11 là một tiểu hành tinh vành đai chính. Nó được phát hiện bởi Henri Debehogne và Eric Walter Elst ở Đài thiên văn La Silla ở Chile ngày 14 tháng 9 năm 1993.